# فرودگاه سیمون بولیوار
فرودگاه سیمون بولیوار (به انگلیسی: Bolívar Airport) یک فرودگاه همگانی است که یک باند فرود آسفالت دارد و طول باند آن ۱۲۰۰ متر است. این فرودگاه در کشور آرژانتین قرار دارد و در ارتفاع ۹۴ متری از سطح دریا واقع شده‌است.